# São Martinho de Mouros
São Martinho de Mouros é uma vila portuguesa sede da Freguesia de São Martinho de Mouros do Município de Resende, freguesia com 14,67 km² de área e 1333 habitantes (censo de 2021), tendo, assim, uma densidade populacional de 90,9 hab./km².
Foi sede de concelho entre 1121 e 1855. Era constituído pelas freguesias da sede, Barrô, Fontoura e Paus. Em 1801 tinha 5503 habitantes e em 1849 tinha 6122.
A freguesia de S. Martinho de Mouros é das mais antigas do concelho. Fica quase toda na encosta da margem direita do rio Bestança, a caminho do Douro que a limita a norte.
A povoação de São Martinho de Mouros foi elevada à categoria de vila em 1997.
Desde o rio, preso lá no fundo, até à Fonte da Mesa nas Meadas a 1.122 metros de altitude, o território é extremamente acidentado, cheio de penhascos e cabeços e, lá mais no alto a penedia é tão bela e tão estranha que parece incomodar o firmamento e dizer a quem a vê que, por entre aquelas figuras arrogantes e esquivas, há heróis, há bruxas ou gigantes de outras eras.

## Demografia
A população registada nos censos foi:
| Distribuição da População por Grupos Etários | Distribuição da População por Grupos Etários | Distribuição da População por Grupos Etários | Distribuição da População por Grupos Etários | Distribuição da População por Grupos Etários |
| -------------------------------------------- | -------------------------------------------- | -------------------------------------------- | -------------------------------------------- | -------------------------------------------- |
| Ano                                          | 0-14 Anos                                    | 15-24 Anos                                   | 25-64 Anos                                   | > 65 Anos                                    |
| 2001                                         | 292                                          | 250                                          | 862                                          | 334                                          |
| 2011                                         | 202                                          | 166                                          | 778                                          | 349                                          |
| 2021                                         | 118                                          | 138                                          | 665                                          | 412                                          |

## Património
- Igreja de São Martinho de Mouros
- Casa da Soenga
- Pelourinho de São Martinho de Mouros
- Estação Arqueológica de Mogueira
- Castelo de São Martinho de Mouros
- Capela do Senhor do Calvário
- Nicho do Imaculado Coração de Maria/Miradouro

## Toponímia
Nos princípios do século XI, já morto Almançor, as tropas Cristãs reconquistaram definitivamente aos Mouros as terras das margens do Douro, desde a Foz até Aregos e Resende, na margem esquerda. Foram os Gascos da linhagem de Ribadouro e antepassados de Egas Moniz.
S. Martinho porém, continuou pertencendo à área militar de defesa mourisca de Lamego   até meados desse século.

## Desporto
- CDRC S. Martinho de Mouros
- Atitudes Traquinas Associação Desportiva

## História
A terra designada atualmente de São Martinho de Mouros foi certamente povoada desde a Pré-história. A sua geografia e as facilidades de defesa naturais, dispersas pela Serra das Meadas e sobre as encostas que descem até ao Douro, contribuíram certamente para os povos que a habitaram se defendessem dos povos invasivos. Daí ter sido procurada e habitada por tribos pré-celtas: talvez Lígures, a quem se atribui a origem do 1.ºcastro que existiu na Mogueira, posteriormente celtizado e romanizado. Contudo, este castro deve ter sido sucessivamente reocupado por vários povos, confirmam-no os vários vestígios arqueológicos que existem no Castro da Mogueira: Inscrição rupestre, vestígios de habitação de castro, três muralhas ou coroas, duas cisternas, das quais uma terá tido função de santuário, pois talvez servisse para recolher sangue e ossos das vitimas, oferecidas e imoladas em honra de divindades pagãs, sepulturas escavadas na rocha, vestígios de um Castelo e uma torre, etc.
Foi concelho e julgado anterior à nossa Nacionalidade, com primeiro foral dado por Fernando Magno, rei de Leão e Castela, e confirmado por D. Teresa em 1121. Teve foral novo manuelino, outorgado em 1513. Perdeu a autonomia judicial em 1840, e foi finalmente extinto em 1855, data na qual passou para o concelho de Resende, do qual é atual freguesia. Conserva um pelourinho, levantado no largo central da povoação, diante da antiga Casa da Câmara, símbolo da autonomia municipal de S. Martinho e das liberdades populares e ainda local de aplicação de justiça.
No que respeita à direção da freguesia, esta teve 4 presidentes de junta:[carece de fontes?]
- "Nené" Ribeiro (PPD-PSD)
- António Azevedo (PPD-PSD)
- Fernando Pereira (PS)
- António Lucas Ferreira (PS)